# Berchères-les-Pierres
Berchères-les-Pierres település Franciaországban, Eure-et-Loir megyében. Lakosainak száma 1000 fő (2022. január 1.). Berchères-les-Pierres Sours, Corancez, Gellainville, Morancez és Theuville községekkel határos.

## Népesség
A település népességének változása:
| Lakosok száma | 670  | 711  | 882  | 957  | 991  | 997  | 1000 | 979  | 969  | 1000 |
|               | 1968 | 1982 | 1990 | 2006 | 2013 | 2015 | 2017 | 2019 | 2020 | 2022 |